# Pierre Herwyn
Pierre-Antoine Herwyn (Hondschoote, 18 september 1753 - Parijs, 15 maart 1824) was een Zuid-Nederlands-Frans politicus in de revolutietijd en onder het Franse keizerrijk en de monarchie.

## Levensloop
Als zoon van de burgemeester van Hondschoote, Augustin Herwyn (1709-1777) en van Marie-Cornélie Van Loo, behoorde Pierre Herwyn tot de notabelen van Frans Vlaanderen.
Hij trouwde een eerste maal met Marie Caignez die overleed in 1801 en hertrouwde in 1805 in Veurne met Angèle van der Meersch de Nevele (Veurne, 1774 - Parijs, 1849), dochter van een burgemeester van Veurne. Ze hadden een zoon, Napoleon-Pierre Herwyn (Parijs, 1806 – Ivry sur Seine, 1890)
Pierre Herwyn studeerde aan de universiteit van Dowaai en werd vervolgens advocaat bij de Raad van Vlaanderen en pensionaris van Hondschoote. Zijn voornaamste activiteit bestond erin, samen met zijn broer Philippe Herwyn, grote delen van de moeren droog te leggen. Tussen 1780 en 1787 legden ze ongeveer 1500 ha droog, die voortaan voor de landbouw konden gebruikt worden. Het betekende voor hen het verwerven van een aanzienlijk patrimonium.
In 1789 werd hij door Bailleul (Belle) afgevaardigd naar de Staten-Generaal. Vanaf 1792 stond hij aan het hoofd van de lokale strijdkrachten, maar in de herfst van 1793 werd hij, in de nasleep van het verraad van generaal Charles-François Dumouriez, opgepakt op verdenking van samenspannen met de vijand. Na zeven maanden hechtenis werd hij vrijgesproken. Over zijn hechtenis en over zijn activiteiten publiceerde hij een uitgebreid verweerschrift onder de titel Compte fidèle de ma conduite depuis la révolution (…).
Het Directoire stuurde hem naar Brugge, waar hij eerst oorlogscommissaris bij het leger was en vervolgens regeringscommissaris en voorzitter van de centrale administratie van het departement. In april 1799 werd hij door de Bruggelingen als hun afgevaardigde naar de Conseil des Anciens gestuurd. Zelfs in 1811 werd hij nog steeds beschouwd als bewoner van het Leiedepartement en als lid van het kiescollege van dit departement. Hij werd vermeld op de lijst van de zestig meest belaste inwoners.

## Senator en comte d'empire
Onder het Consulaat werd hij onmiddellijk senator (22 december 1799), wat in april 1808 zijn verheffing tot graaf als gevolg had, toen een honderdtal graven werden gecreëerd, waaronder bijna alle senatoren. Hij heette voortaan 'Herwyn, comte d’Arène'. Hij bleef senator tot aan de val van Napoleon, van wie hij op 3 april 1814 mede voor de afzetting stemde. Hij schaarde zich toen achter Lodewijk XVIII, werd in juni 1814 'pair de France', terwijl in 1815 de erfelijkheid van zijn grafelijke titel werd bevestigd. In december 1817 werd hij 'pair héréditaire' en bleef in de Franse Eerste Kamer zetelen tot aan zijn dood. In 1820 voegde hij de Névèle aan zijn naam toe.

## Uitdoving
Het systeem van erfelijk pairschap ('pairies') maakte dat de enige zoon, Napoléon-Pierre Herwyn, op zijn achttiende 'pair de France' werd. In 1831 werd hij in de Senaat geïnstalleerd en tot aan de revolutie van 1848 behield hij de functie. Hij mengde zich geen enkele maal in de senaatsdebatten. De reden lag voor de hand: hij was zwakzinnig en werd onder voogdij geplaatst. Zijn aanzienlijke nalatenschap alsook de grafelijke titel gingen over in handen van de Belgische erfgenamen van de families Herwyn en Van der Meersch.